# Taisija Čenčik
Taisija Filipivna Čenčik (ukrajinsko Таисия Филипповна Ченчик), ukrajinska atletinja, * 30. januar 1936, Priluki, Sovjetska zveza, † 19. november 2013, Čeljabinsk, Rusija.
Nastopila je na poletnih olimpijskih igrah v letih 1960 in 1964, ko je osvojila bronasto medaljo v skoku v višino, leta 1960 je bila peta. Na evropskih prvenstvih je osvojila naslov prvakinje leta 1966 in podprvakinje leta 1958, na evropskih dvoranskih prvenstvih pa naslov prvakinje leta 1967.